# Camille Dumény
Camille Georges Richomme, dit Dumény ou Camille Dumény, né le 30 août 1854 à Paris et mort le 27 juillet 1920 à Nantua, est un acteur de théâtre français.

## Biographie
Il est le fils du peintre Jules Richomme et le petit fils du graveur Théodore Richomme. Il fait ses études au Lycée Condorcet. Sa sœur est la chanteuse d'opéra Jeanne Raunay.
Il prend quelques leçons auprès de Joseph Landrol. Après un engagement court et sans importance au Gymnase, il entre à l'Odéon où il débute dans Henriette Maréchal, dans le rôle du Monsieur en habit noir en 1885. À l'Odéon pendant 7 ans, il crée successivement Renée Mauperin , Numa Roumestan, Egmont, la Vie à deux, Germinie Lacerteux, Amoureuse en 1891. Il reprend Fils de Famille. Il est prêté à la Porte Saint-Martin pour créer la Tosca. Il passe trois ans au théâtre Michel de Saint-Pétersbourg. À son retour, il est engagé au Gymnase et débute dans une reprise de Fils de Famille en 1894. Il joue la Princesse de Bagdad et  crée les Demi-Vierges, René Couturier dans Marcelle en 1895, et reprend le rôle d'Étienne, dans Amoureuse en 1896, rôle qu'il a créé. Il joue Agathos, dans Lysistrata en 1896, Georges Boussard dans le Repas du Lion en 1897.
Il part pour une vaste tournée organisée par l'imprésario Théodore de Glaser, du 22 janvier au 10 mai 1897 dans toute l’Europe avec la compagnie de Marcelle Josset, avec Jean Coquelin, André Antoine, Blanche Miroir, Mme Patry. En quatorze semaines, la troupe va parcourir des dizaines de milliers de kilomètres en train et en bateau et  jouer dans dix-neuf villes et onze pays : Belgique, Allemagne, Russie, Roumanie, Turquie, Asie Mineure, Égypte, Autriche-Hongrie et Suisse. On s’arrête dans chaque ville environ quatre à cinq jours pour y jouer : Les Amants de Maurice Donnay, L’Été de la Saint-Martin et Marcelle de Victorien Sardou, Les Demi-Vierges de Marcel Prévost, L’Âge difficile de Jules Lemaître et Frou-Frou de Ludovic Halevy et Meilhac, La Parisienne, Le Gendre de M. Poirier d'Émile Augier, La Vie de Bohême.
En 1897, Il devient le pensionnaire d'André Antoine, on l'applaudit dans Le Repas du Lion, de François de Curel; Que Suzanne ne sache rien, et Main gauche, de Pierre Veber; L'Article 330 et Les Balances, de Courteline; La Clairière, de Maurice Donnay et Lucien Descaves. Aux Variétés, il est l'interprète d'Henri Lavedan dans Le Nouveau jeu. À la Porte Saint-Martin, il crée Quo Vadis? ; à l'Odéon, Résurrection. 
En 1904, il rentre au théâtre du Gymnase, et c'est pour Dumény l'époque la plus brillante de sa carrière. Il crée successivement Le Retour de Jérusalem, de Maurice Donnay, La Rafale, d'Henry Bernstein, et Mlle Josette ma femme, de Paul Gavault et Robert Charvay; La Vierge folle, d' Henry Bataille.
Il est le créateur de Son père, d'Albert Guinon à l'Odéon, et de La Flambée, d'Henry Kistemaeckers, à la Porte Saint-Martin. Sa dernière création est L'Animateur, d'Henry Bataille, au Gymnase.
Pendant la Première Guerre mondiale, il prend part aux représentations du Théâtre aux Armées.
Il est le frère de la cantatrice Jeanne Raunay. Il meurt à Nantua, où il se trouvait de passage au retour d'une saison au Mont-Dore.

## Théâtre
- 1885 : Henriette Maréchal, des Frères Goncourt, le 3 mars 1885 théâtre de l'Odéon
- 1887 : La Perdrix d'Eugène Adenis  et H. Gillet, création le 5 octobre 1887, théâtre de l'Odéon
- 1887 : La Tosca de Victorien Sardou, création le 24 novembre 1887, Théâtre de la Porte Saint-Martin[10].
- 1888 : Germinie Lacerteux, pièce tirée du roman des Frères Goncourt, crée le 18 décembre 1888, Théâtre de l'Odéon[11].
- 1889 : Révoltée de Jules Lemaître, création le 9 avril 1889 Théâtre de l'Odéon.
- 1890 : Point de lendemain, comédie en un acte de Paul Hervieu, représentée pour la première fois au Cercle de l'Union Artistique[N 1]. le 11 janvier 1890.
- 1891 : Amoureuse de Georges de Porto-Riche, création le 25 avril 1891, Théâtre de l'Odéon.
- 1895 : Les Gaîtés de l'escadron de Georges Courteline, création le 18 février 1895, Théâtre de l'Ambigu-Comique
- 1895 : La Vrille de Maurice Donnay, création le 26 mars 1895, Théâtre de la Bodinière
- 1895 : La Princesse de Bagdad d'Alexandre Dumas fils reprise le 15 avril 1895, Théâtre du Gymnase.
- 1895 : Les Demi-Vierges de Marcel Prévost, Création le 21 mai 1895, Théâtre du Gymnase
- 1895 : Marcelle de Victorien Sardou, création le 21 décembre 1895, Théâtre du Gymnase
- 1896 : Amoureuse de Georges de Porto-Riche, création le 24 mars 1896, Théâtre du Vaudeville
- 1896 : Lysistrata de Maurice Donnay, création le 6 mai 1896, Théâtre du Vaudeville
- 1897 : Le Repas du lion de François de Curel, création le  26 novembre 1897 au Théâtre Antoine
- 1900 : La Clairière de Lucien Descaves et Maurice Donnay, Création le 6 avril 1900, Théâtre Antoine[12].
- 1900 : L'Article 330, comédie en un acte de Georges Courteline, créée le 12 décembre 1900 au Théâtre Antoine
- 1901 : Quo vadis ? d’Émile Moreau et Louis Péricaud d'après Henryk Sienkiewicz, création le 16 mars 1901, Théâtre de la Porte Saint-Martin.
- 1901 : Les Balances, comédie en un acte, de Georges Courteline créée le 26 novembre 1901 au Théâtre Antoine
- 1902 : Boule de suif comédie en 3 actes d'Oscar Méténier, première représentation le 5 mai 1902 au Théâtre Antoine
- 1903 : Le Retour de Jérusalem de Maurice Donnay, création le 3 décembre 1903, Théâtre du Gymnase.
- 1905 : La Rafale, d'Henri Bernstein, création le 20 octobre 1905, Théâtre du Gymnase
- 1906 : Mademoiselle Josette, ma femme, comédie de Paul Gavault et Robert Charvay créée au Théâtre du Gymnase le 16 décembre 1906.
- 1907 : Son Père d'Albert Guinon et Alfred Bouchinet
- 1907 : Les Plumes du paon d'Alexandre Bisson et Julien Berr de Turique , Théâtre de l'Odéon, 8 octobre
- 1909 : La Rampe d'Henri de Rothschild Théâtre du Gymnase, 19 octobre 1909
- 1909 : Pierre et Thérèse de Marcel Prévost
- 1910 : La Vierge folle d'Henry Bataille créée le 25 février 1910, Théâtre du Gymnase.
- 1911 : La Flambée d'Henry Kistemaeckers, théâtre de la Porte-Saint-Martin le 7 décembre 1911.
- 1913 : Les Roses rouges, pièce en 3 actes de Romain Coolus, Théâtre de la Renaissance, 30 septembre 1913.
- 1913 : L'Exilée d'Henry Kistemaeckers, théâtre des Champs-Élysées le 3 avril 1913
- 1913 : L'Irrégulière de Edmond Sée représentée la première fois au Théâtre Réjane le 13 novembre
- 1920 : L’Animateur, d'Henry Bataille, création le 17 janvier 1920, Théâtre du Gymnase.

## Filmographie partielle
- 1910 : Résurrection, d'Henri Desfontaines et André Calmettes
- 1911 : Henri IV et le Bûcheron de Georges Denola
- 1918 : Frères, de Maurice Rémon

## Distinctions
- Officier de l'Instruction publique (officier d'académie)[5].